# 밤으로의 초대
밤으로의 초대는 MBC 표준FM(수도권 FM 95.9㎒, AM 900㎑)에서 1995년 4월 1일부터 1998년 10월 7일까지 매일 밤 12시부터 2시까지 방송한 라디오 프로그램이다.

## 진행자
- 최연제